# Mariam Ibekwe
Mariam Ibekwe (née Nnodu le 29 octobre 1969) est une lanceuse de poids nigériane.

## Carrière
Mariam Ibekwe est médaillée d'argent du lancer du poids aux Championnats d'Afrique de 1989 et médaillée de bronze aux Jeux africains de 1991. Elle remporte aux Championnats d'Afrique de 2010 la médaille d'or.